# Erik Johan Jessen
Erik Johan Jessen Generalkirkeinspektør. Sekretær i Det Danske Kancelli.(4. november 1705 i Jevenstedt ved Rendsborg – 26. august 1783 i København) var en dansk historisk og topografisk samler, kendt for at have udgivet en beskrivelse over kongeriget Norge. Gift 16.10.1750 Gertrud Catharina Brinck datter af Oberst Søren Brinck (1668-1748)og hustru Anne Maria Fesler (1794-1882).
Han var søn af Gejstlig assessor i Rendsburgs Consistorium i Jevenstedt Benedictus Johannes Jessen-Schardeböll (1670-1712) og Dorothea Elisabeth Eilers (1686-1721)studerede først teologi, før han i 1732 rejste til Jena for at studere retsvidenskab. I 1735 blev han assessor ved Hovedretten i København, 1739 sekretær ved det Danske Kancelli, 1745 kancelliråd, 1746 generalkirkeinspektør, 1754 justitsråd og 1768 etatsråd. Han var medlem af Det kgl. genealogiske og heraldiske Selskab fra stiftelsen i 1777, samt af Videnskabernes Selskab i Throndhjem.
Efter initiativ af brødrene Carl og Johan Ludvig Holstein påtog Erik Jessen sig i starten af året 1743 at udarbejde en beskrivelse over riger og lande underlagt kongen af Danmark. Med dette værk for øje udsendte kancelliet en mængde spørgsmål til stifter og amter både i Norge og i Danmark, hvilket resulterede i en stor mængde materiale, mest fra Norge, mens det danske materiale senere blev overladt til Erik Pontoppidan og Hans de Hofman til brug ved udgivelsen af Danske Atlas.
Jessen fik hjælp til arbejdet med Norge af nogle norske studenter, og blandt disse blev Hans Steenbuch hans medarbejder gennem seks år. Steenbuch synes også at være den egentlige forfatter til første del af værket, som udkom i Jessens navn i 1763: Det Kongerige Norge, fremstillet efter dets naturlige og borgerlige Tilstand. Fortsættelsen af værket forblev urealiseret.

## Familie
Børn med hustru Gertrud Catharina Brinck (1730-1798): 8 børn, men eneste efterslægt gennem datteren: Dorthea Elisabeth Jessen-Schardeböll (1753-1801) gift med præst i Bjernede og Slaglille Andreas Christian Christophersen Faith (1739-1798).